# Накожницы
Накожницы — профессиональный маникюрно-педикюрный режущий инструмент, применяется для обрезания кутикулы у основания ногтей на пальцах рук и ног. По форме они напоминают бокорезы, но с вытянутой книзу головкой у основания сустава и тонкими полотнами, сужающимися к концам, чтобы было удобно обрезать тонкую кутикулу в уголках основания ногтя.
Различают маникюрные и педикюрные накожницы. Маникюрные с короткими режущими кромками 5—12 мм, педикюрные 12—25 мм.

## Описание

### Форма и профиль
Ручки накожниц бывают удлиненные, выпукло-овальные, прямые с закругленными концами, рельефные для удобного захвата пальцами, чтобы не выскальзывали из руки. Между ручек закреплена отводящая пружина, одна или две, для произвольного размыкания режущих кромок во время работы. Очень часто, отводящая пружина ломается, и вместо неё на оба торца ручек надевают ПВХ трубку или прозрачную трубочку, типа капельницы, соединяя их. Таким образом, трубка заменяет пружину, что более удобно.
Форма головки накожниц клинообразная, вытянутая к низу с плоскими в сечении полотнами, широкими у основания и сужающимися к концам. Спинки обушек прямые или выпуклые с наклоном к концам (вид с боку), с прямыми или выпуклыми боковушками сужающимися к концам (вид сверху). Полотна имеют толщину у основания 2 — 1,5 мм, а к концам, толщина постепенно уменьшается до 0,5 — 0,3 мм.
Внешние поверхности полотен (задние поверхности) или щечки бывают плоские или выпуклые. Вдоль режущих кромок со стороны щечек формируют плоские или выпуклые фаски шириной 0,15 — 0,5 мм для увеличения жесткости и стойкости лезвий. Внутренние поверхности полотен (передние поверхности) могут быть выпуклыми, плоскими или вогнутыми (в зависимости от качества заточки и доводки, выпуклые и плоские — способствуют удовлетворительному обрезанию кутикулы; вогнутые — отличное). Угол сведения между передними поверхностями при сомкнутых режущих кромках 35-45 градусов. Между режущих кромок, при сомкнутых концах (контактируют только сами концы), образуется основной зазор на просвет. Просвет должен плавно увеличиваться от концов, до напятников. Между напятников, основной зазор достигает всего лишь 0,2 — 0,3 мм не более.
Конструкция сустава шарнирное подвижное неразъемное соединение на заклепке или винте. Соединение на заклепке более надежное, из-за отсутствия в нём радиального люфта. В некоторых накожницах, конструкция сустава имеет разъемное соединение на винте.
Профиль режущих кромок, относительно плоскости резания (вид головки с боку) бывает с прямыми, вогнутыми и выпуклыми лезвиями. К оси заклепки РК расположены перпендикулярно или по диагонали.

### Применяемые стали
Для изготовления накожниц применяется нержавеющая сталь мартенситного класса 40Х13, 65Х13, 95Х18. Нагрев под закалку проводят в среде нейтрального газа и/или в вакууме, чтобы устранить выгорание углерода с поверхности металла. Температура нагрева 1050 градусов. Закалка производится под давлением 5-6 атмосфер в потоке инертных газов азота, гелия, водорода, или в вакуумном масле. Ещё закалку проводят на воздухе или в масле, используя для нагрева под закалку муфельную печь. После закалки делают низкий отпуск 160 градусов для снижения внутренних напряжений. Твердость стали после отпуска 52-54 HRC. Стали с более высокой твердостью после закалки 56-58 HRC подвержены выкрашиванию лезвия на режущих кромках. Иногда высокая твердость после закалки может привести к откалыванию половинки конца или всего полотна. Из-за этого фаски по задней поверхности делают шире, чем в накожницах с меньшей твердостью закалки или же это − индивидуальная особенность заточника в его стиле заточки.

### Заточка накожниц
Принцип заточки накожниц сводится к формированию основного зазора на просвет между режущими кромками. Просвет должен плавно и полностью исчезнуть от концов до напятников при легком смыкании ручек.
Черновая заточка режущих кромок проводится по передним поверхностям и фаскам. Ширина фасок формируется заточкой задних поверхностей полотен (щечек). Слишком широкие фаски не допускаются (более 0,5 — 1 мм каждая фаска). Фаски помогают быстро сформировать основной зазор на просвет между режущих кромок, увеличивают их жесткость и прочность. После заточки РК и формирования основного зазора, выполняется доводка заточенных поверхностей и полирование. Полирование улучшает их внешний вид, повышает коррозионную стойкость при термической или химической обработке дезрастворами для дезинфекции и стерилизации после каждой работы с клиентом.
Заточка накожниц довольно сложна. Заточнику требуются специальные навыки и технология. Заточка режущего инструмента, как правило, выполняется вручную. Обязательное условие заточки и доводки — это совпадение концов по длине; поверхности фасок должны быть в одной плоскости при касании РК только на концах; шарнирное заклёпочное соединение в суставе должно быть без малейшего люфта, можно даже с небольшим натягом хода смыкания полотен; смыкание ручек должно быть плавным, без заедания в суставе; режущие кромки должны быть выставлены по жесткости сустава, чтобы уменьшить их износ. Качество такой заточки (в данном случае накожниц) зависит от уровня заточника и времени затраченного на работу. От качества заточки будет зависеть то, насколько квалифицированно мастер сможет выполнить маникюр или педикюр.
Периодичность переточки накожниц: каждые 3-7 дней — неудовлетворительная работа; 2-4 недели — удовлетворительная; 1,5 — 6 месяцев — отличная.

### Выбор накожниц
При выборе накожниц надо обратить внимание на качество исполнения всех элементов полотен. Толщина спинок обушек, длина полотен, форма и припасовка концов, ширина фасок, угол наклона РК по отношению к оси заклепки по задней поверхности должны быть одинаковыми. Зазор между режущими кромками на просвет должен быть еле заметным, во всяком случае, при легком смыкании ручек он должен исчезать плавно от концов до напятников полностью. Если при смыкании остался просвет, то режущие кромки заточены неправильно.
При размыкании ручек полностью в суставе не должно быть никакой грязи, остатков полировальной пасты ГОИ (обычно зелёной или темно-зеленой на вид).
При смыкании ручек не должно быть заедания хода в суставе. Надо проверить, выбран люфт в суставе или нет. Для этого надо сомкнуть накожницы до касания их только на концах и сместить ручки пару раз вверх и вниз, не размыкая накожницы. Если в суставе есть малейший зазор между половинками, сжатыми заклепкой, то можно услышать характерные щелчки на концах. Если зазора нет, то щелчков не будет слышно, что хорошо.
Наличие отводящей пружины между ручками и её правильная установка тоже играет роль в будущей работе. Усилие смыкания ручек не должно быть тугим, иначе устанет рука. Тугой ход ручек ухудшает контроль смыкания режущих кромок и расшатывает сустав на заклепке. Место трения отводящей пружины на ручке будет углубляться со временем, поэтому его надо часто смазывать и чистить от грязи.

### Уход за накожницами и их хранение
При хранении на головку накожниц следует надевать кембрик и выставлять отгибающую пружину на разжимание ручек, чтобы режущие кромки не соприкасались друг с другом и не притуплялись. Сустав надо смазывать маслом для ножниц или машинным маслом. После работы надо обязательно протереть растворителем режущие кромки для удаления остатков засохших частичек кожи или тонкой накипи, оставшейся от дезраствора.

## Изображения

Накожницы педикюрные
Накожницы маникюрные (вид верха)
Накожницы маникюрные (вид низа)